# پژمیسل کوبالا
پژمیسل کوبالا (چکی: Přemysl Kubala؛ زادهٔ ۱۶ دسامبر ۱۹۷۳) بازیکن والیبال ساحلی اهل جمهوری چک بود.
وی در مسابقات کشوری و بین‌المللی در مجموع برندهٔ ۱ مدال برنز شده‌است.